# Chambre des représentants (Japon)
Pour les autres articles nationaux ou selon les autres juridictions, voir Chambre des représentants.
50e législature
Bâtiment de la Diète nationale
La Chambre des représentants (衆議院, Shūgi-in) est la chambre basse de la Diète du Japon. Elle détient le pouvoir législatif concurremment avec la Chambre des conseillers, bien qu'en cas de désaccord, elle a le dernier mot sur cette dernière si elle confirme son premier choix à la majorité des deux tiers de ses membres pour tout projet ou proposition de loi ou à la majorité simple pour l'adoption du budget ou la ratification d'un traité. En revanche, toute modification de la Constitution du Japon doit être ratifiée par les deux chambres de la Diète. Elle est la seule à pouvoir renverser le Cabinet du Japon en votant une motion de censure. Elle peut être dissoute par l'empereur du Japon, sur proposition du Premier ministre.

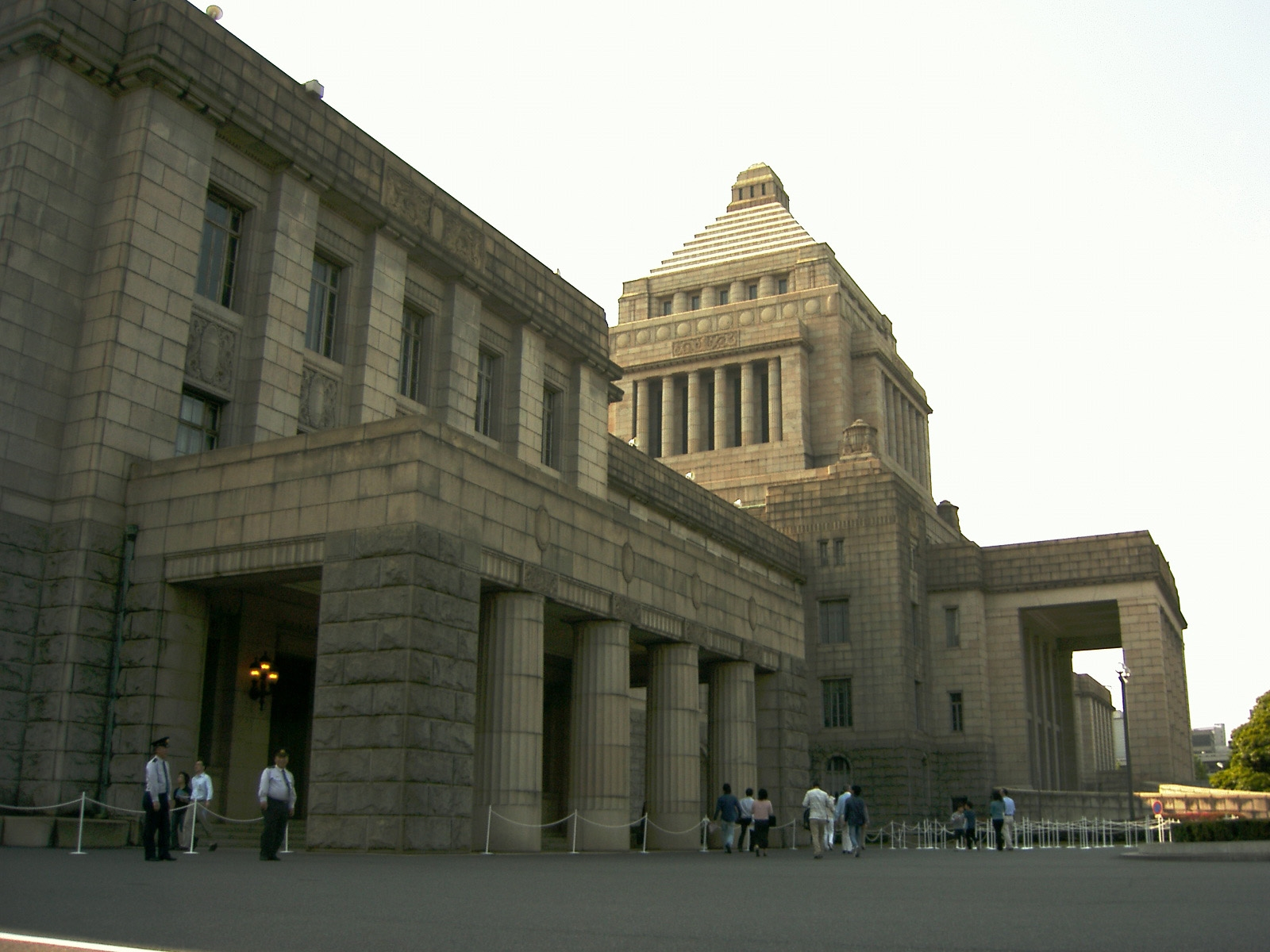
Bâtiment de la Diète à Tokyo.

Elle est créée par la Constitution japonaise de 1889, et constitue alors avec la Chambre des pairs — ancêtre de la Chambre des conseillers — la Diète impériale. La Constitution de 1947 lui donne considérablement plus de pouvoir.
En vertu de l'article 45 de la Constitution du 3 mai 1947, le mandat des membres de la Chambre des représentants est de quatre ans, alors qu'il est de six ans pour la Chambre des conseillers ; mais ce mandat prend fin avant terme en cas de dissolution par l'empereur.

## Composition

### Élections
Elle est composée de 465 membres, appelés « représentants » (衆議員, Shūgi'in) ou parfois « députés », élus normalement pour quatre ans au suffrage universel direct selon deux modes de scrutin. Un peu plus des 3/5 de l'assemblée, soit 289 représentants, sont élus au scrutin uninominal majoritaire à un tour dans des circonscriptions territoriales découpées dans les 47 préfectures du Japon, les 176 restants étant élus au scrutin proportionnel de listes dans 11 grands « blocs législatifs » correspondant plus ou moins aux régions.
Pour se présenter, un candidat doit déposer trois millions de yens (23 000 euros) s'il concourt dans l'une des circonscriptions uninominales, ou six millions de yens (46 000 euros) s'il est sur l'une des listes pour les sièges répartis à la proportionnelle. Pour espérer être remboursés, les candidats devront obtenir plus de 5 % ou 10 % des suffrages exprimés en fonction du mode d'élection.

### Nombre de sièges
Le nombre de représentants a beaucoup évolué dans l'histoire parlementaire japonaise :
- 1890-1902 : 300.
- 1902-1904 : 376.
- 1904-1912 : 379.
- 1912-1920 : 381.
- 1920-1928 : 464.
- 1928-1955 : 466.
- 1955-1967 : 467.
- 1967-1972 : 486.
- 1972-1976 : 491.
- 1976-1986 : 511.
- 1986-1993 : 512.
- 1993-1996 : 511.
- 1996-2000 : 500.
- 2000-2014 : 480.
- 2014-2017 : 475.
- 2017- : 465.

Le mode de scrutin a lui aussi particulièrement varié selon les époques. Avec la création de la Chambre des représentants par la Constitution de 1889 et jusqu'en 1902, le vote se déroule au suffrage censitaire avec un collège électoral limité aux hommes de 25 ans et plus payant au moins 15 yen en impôt annuel sur le revenu. Le système est mixte avec un scrutin uninominal majoritaire à un tour dans 214 circonscriptions et un vote unique non transférable dans 86 circonscriptions de 2 sièges chacune. Le statut électoral de 1902 modifie le système électoral qui reste censitaire mais le scrutin est désormais uniquement au vote unique non transférable, les circonscriptions correspondant à la fois aux 47 préfectures et aux 48 plus importantes villes. La loi électorale de 1925 — appliquée à partir des élections législatives de 1928 — le suffrage universel masculin est établi. Le vote unique non transférable est maintenu, mais se fait désormais au niveau de petites et moyennes circonscriptions créées en subdivisant les préfectures. La réforme de 1945 accorde le droit de vote aux femmes, et l'âge de la majorité légale est abaissé de 25 à 20 ans.    
À partir de la promulgation de Constitution de 1947 et jusqu'en 1996, le scrutin se déroule au vote unique non transférable dans 130 circonscriptions territoriales subdivisant les 47 préfectures du pays. Depuis la réforme électoral de 1994 — appliquée à partir des élections législatives de 1996 — le mode d'élection des députés japonais est un système mixte unissant un scrutin uninominal majoritaire à un tour dans 300 circonscriptions territoriales subdivisant les 47 préfectures, et un scrutin proportionnel plurinominal dans onze « blocs législatifs » correspondant aux grandes régions japonaises, et envoyant à la chambre 180 représentants. Le dernier changement intervient en 2015 avec l'abaissement de l'âge de la majorité légale de 20 à 18 ans.
| Blocs législatifs | Nombre de sièges à la proportionnelle | Préfectures         | Nombre de circonscriptions |
| ----------------- | ------------------------------------- | ------------------- | -------------------------- |
| Hokkaidō          | 8                                     | Hokkaidō            | 12                         |
| Tōhoku            | 14                                    | Aomori              | 4                          |
| Tōhoku            | 14                                    | Iwate               | 4                          |
| Tōhoku            | 14                                    | Miyagi              | 6                          |
| Tōhoku            | 14                                    | Akita               | 3                          |
| Tōhoku            | 14                                    | Yamagata            | 3                          |
| Tōhoku            | 14                                    | Fukushima           | 5                          |
| Nord Kantō        | 20                                    | Ibaraki             | 7                          |
| Nord Kantō        | 20                                    | Tochigi             | 5                          |
| Nord Kantō        | 20                                    | Gunma               | 5                          |
| Nord Kantō        | 20                                    | Saitama             | 15                         |
| Sud Kantō         | 22                                    | Chiba               | 13                         |
| Sud Kantō         | 22                                    | Kanagawa            | 18                         |
| Sud Kantō         | 22                                    | Yamanashi           | 3                          |
| Tokyo             | 17                                    | Tokyo               | 25                         |
| Hoku-shin'etsu    | 11                                    | Niigata             | 6                          |
| Hoku-shin'etsu    | 11                                    | Toyama              | 3                          |
| Hoku-shin'etsu    | 11                                    | Ishikawa            | 3                          |
| Hoku-shin'etsu    | 11                                    | Fukui               | 3                          |
| Hoku-shin'etsu    | 11                                    | Nagano              | 5                          |
| Tōkai             | 21                                    | Gifu                | 5                          |
| Tōkai             | 21                                    | Shizuoka            | 8                          |
| Tōkai             | 21                                    | Aichi               | 15                         |
| Tōkai             | 21                                    | Mie                 | 5                          |
| Kinki             | 29                                    | Shiga               | 4                          |
| Kinki             | 29                                    | Préfecture de Kyoto | 6                          |
| Kinki             | 29                                    | Préfecture d'Osaka  | 19                         |
| Kinki             | 29                                    | Hyōgo               | 12                         |
| Kinki             | 29                                    | Nara                | 4                          |
| Kinki             | 29                                    | Wakayama            | 3                          |
| Chūgoku           | 11                                    | Tottori             | 2                          |
| Chūgoku           | 11                                    | Shimane             | 2                          |
| Chūgoku           | 11                                    | Okayama             | 5                          |
| Chūgoku           | 11                                    | Hiroshima           | 7                          |
| Chūgoku           | 11                                    | Yamaguchi           | 4                          |
| Shikoku           | 6                                     | Tokushima           | 3                          |
| Shikoku           | 6                                     | Kagawa              | 3                          |
| Shikoku           | 6                                     | Ehime               | 4                          |
| Shikoku           | 6                                     | Kōchi               | 3                          |
| Kyūshū            | 21                                    | Fukuoka             | 11                         |
| Kyūshū            | 21                                    | Saga                | 3                          |
| Kyūshū            | 21                                    | Nagasaki            | 4                          |
| Kyūshū            | 21                                    | Kumamoto            | 5                          |
| Kyūshū            | 21                                    | Ōita                | 3                          |
| Kyūshū            | 21                                    | Miyazaki            | 3                          |
| Kyūshū            | 21                                    | Kagoshima           | 5                          |
| Kyūshū            | 21                                    | Okinawa             | 4                          |
| Total             | 180                                   | -                   | 300                        |

### Composition actuelle
À la suite des élections législatives de 2024, la Chambre des représentants est ainsi composée :
| Hémicycle issue des élections législatives de 2024. |                                                         |         |             |                                          |   |
| Groupe politique                                    | Groupe politique                                        | Membres | Membres     | Positionnement                           |   |
| Groupe politique                                    | Groupe politique                                        | Total   | dont femmes | Positionnement                           |   |
|                                                     | Parti libéral-démocrate et indépendants (PLD)           | 196     | 19          | Droite (Majorité)                        |   |
|                                                     | Parti démocrate constitutionnel et indépendants (PDC)   | 147     | 29          | Centre gauche (Opposition)               |   |
|                                                     | Parti japonais de l'innovation (Ishin)                  | 38      | 4           | Troisième voie-Centre droit (Opposition) |   |
|                                                     | Parti démocrate du peuple-Groupe des indépendants (PDP) | 27      | 6           | Centre (Opposition)                      |   |
|                                                     | Kōmeitō                                                 | 24      | 4           | Centre droit (Majorité)                  |   |
|                                                     | Reiwa Shinsengumi (Reiwa)                               | 9       | 4           | Gauche (Opposition)                      |   |
|                                                     | Parti communiste japonais (PCJ)                         | 8       | 3           | Extrême gauche (Opposition)              |   |
|                                                     | Yūshi no Kai                                            | 4       | 0           | Centre (Opposition)                      |   |
|                                                     | Sanseitō                                                | 3       | 2           | Extrême droite (Opposition)              |   |
|                                                     | Parti conservateur japonais (NH)                        | 3       | 1           | Extrême droite (Opposition)              |   |
|                                                     | Indépendants (Ind.)                                     | 5       | 0           | —                                        | — |
| Total des sièges pourvus                            | Total des sièges pourvus                                | 465     | 72          |                                          |   |
| Sièges vacants                                      | Sièges vacants                                          | 1       |             |                                          |   |
| Total des sièges                                    | Total des sièges                                        | 465     |             |                                          |   |

## Organisation

### Exécutif
Les membres de la Chambre des représentants élisent en leur sein, pour un mandat équivalent à la durée de la législature (soit 4 ans ou moins si la chambre est dissoute), un président et un vice-président, à bulletin secret et éventuellement par deux tours de scrutin. Bien que ces deux officiels de la chambre soient issus d'une formation politique constituée en groupe au sein de l'assemblée, ils siègent, pendant la durée de l'exercice de leur mandat, comme indépendants.
Le président de la Chambre des représentants (衆議院 議長, Shūgi'in gichō) dirige les séances de la Chambre des représentants ainsi que celles des assemblées communes des deux chambres de la Diète. Il participe à l'établissement de l'ordre du jour et est consulté par le Premier ministre lorsque celui-ci désire convoquer une session extraordinaire du Parlement.
Le vice-président de la Chambre des représentants (衆議院 副議長, Shūgi'in fukugichō) supplée le président et dirige les séances plénières de l'assemblée en absence de ce dernier.
Depuis le début de la 49e législature, le 10 novembre 2021, c'est Hiroyuki Hosoda, député pour le 1er district de la préfecture de Shimane et membre du Parti libéral-démocrate au sein duquel il a dirigé l'importante faction conservatrice libérale du Seiwakai de 2014 à 2021, qui préside les travaux de la Chambre des représentants issue des élections législatives du 31 octobre précédent. Il est le successeur de Tadamori Ōshima, issu du même parti, président de 2015 à 2021, une des figures principales de la petite faction modérée du Banchō Seisaku Kenkyūjo qui ne s'est pas représenté lors de ce scrutin pour se retirer de la politique. 
Son vice-président, depuis le 10 novembre 2021 également, est Banri Kaieda, membre du Parti démocrate constitutionnel (PDC) et un des chefs de file du groupe « Sanctuaire » (une des factions les plus à gauche, de tendance sociale-démocrate) au sein de ce mouvement ainsi que de ses prédécesseurs, le Parti démocrate du Japon qu'il a présidé de 2012 à 2014 puis le Parti démocrate progressiste. Il est un représentant élu à la proportionnelle pour le bloc de Tokyo après avoir perdu le 1er district de la capitale.

### Commissions
La Chambre des représentants, comme la chambre des conseillers, comporte un certain nombre de commissions qui organisent le travail parlementaire. Elles sont de deux types : permanentes et spéciales, à quoi s'ajoutent deux conseils délibératifs.

#### Commissions permanentes
Leur existence est, comme leur nom l'indique, permanente : il s'agit de l'ensemble des commissions sectorielles ordinaires qui discutent des projets et propositions de loi avant de les présenter devant l'assemblée. Le champ de compétence de chacune d'entre elles correspond plus ou moins à un secteur ministériel du Cabinet. Elles sont au nombre de 17 :
| Commission                                                                             | Portrait            | Président           | Parti | Parti   |
| -------------------------------------------------------------------------------------- | ------------------- | ------------------- | ----- | ------- |
| Commission du Cabinet                                                                  | Toshitaka Ōoka      | Toshitaka Ōoka      |       | PLD     |
| Commission des Affaires internes et des Communications                                 | Yuzuru Takeuchi     | Yuzuru Takeuchi     |       | Kōmeitō |
| Commission des Affaires judiciaires                                                    | Chinami Nishimura   | Chinami Nishimura   |       | PDC     |
| Commission des Affaires étrangères                                                     | Noriko Horiuchi     | Noriko Horiuchi     |       | PLD     |
| Commission des Affaires financières                                                    | Yukihiko Akutsu     | Yukihiko Akutsu     |       | PLD     |
| Commission de l'Éducation, de la Culture, des Sports, des Sciences et des Technologies | Hiroyuki Nakamura   | Hiroyuki Nakamura   |       | PLD     |
| Commission de la Santé, du Travail et des Affaires sociales                            | Satoshi Fujimaru    | Satoshi Fujimaru    |       | PLD     |
| Commission de l'Agriculture, des Forêts et de la Pêche                                 | Nobuhide Minorikawa | Nobuhide Minorikawa |       | PLD     |
| Commission de l'Économie, du Commerce et de l'Industrie                                | Masahisa Miyazaki   | Masahisa Miyazaki   |       | PLD     |
| Commission du Territoire, des Infrastructures et des Transports                        | Takahiro Inoue      | Takahiro Inoue      |       | PLD     |
| Commission de l'Environnement                                                          | Shoichi Kondo       | Shoichi Kondo       |       | PDC     |
| Commission de la Sécurité                                                              | Takashi Endo        | Takashi Endo        |       | Ishin   |
| Commission des Politiques nationales fondamentales                                     | Kenta Izumi         | Kenta Izumi         |       | PDC     |
| Commission du Budget                                                                   | Jun Azumi           | Jun Azumi           |       | PDC     |
| Commission de l'Audit et du Contrôle de l'Administration                               | Yoshihiro Suzuki    | Yoshihiro Suzuki    |       | PDP     |
| Commission de l'Administration de la Chambre                                           | Yasukazu Hamada     | Yasukazu Hamada     |       | PLD     |
| Commission de la Discipline                                                            | Makiko Kikuta       | Makiko Kikuta       |       | PDC     |

#### Commissions spéciales
Créées de manières extraordinaires, et n'ayant pas vocation à être permanentes, ces commissions s'occupent du suivi de dossiers particuliers. Elles sont actuellement au nombre de 9 :
| Commission | Portrait       | Président      | Parti | Parti |
| --- | -------------- | -------------- | ----- | ----- |
| Commission spéciale la reconstruction, de la prévention des catastrophes et de la gestion aux catastrophes après le grand tremblement de terre de l'est du Japon | Yasushi Kaneko | Yasushi Kaneko |       | PLD   |
| Commission spécial sur la Réforme politique | Shu Watanabe   | Shu Watanabe   |       | PDC   |
| Commission spéciale des Problèmes d'Okinawa et du Nord | Seiji Ōsaka    | Seiji Ōsaka    |       | PDC   |
| Commission spéciale sur les enlèvements nord-coréens | Yoshio Maki    | Yoshio Maki    |       | PDC   |
| Commission spéciale sur la Consommation | Yasuto Urano   | Yasuto Urano   |       | Ishin |
| Commission spéciale d'Enquête sur le problème de l'énergie nucléaire                                                                                             | Akinori Eto    | Akinori Eto    |       | PLD   |
| Commission spéciale sur la Revitalisation régionale, la Politique de l'enfance et la Formation d'une société numérique                                           | Kohichi Tani   | Kōichi Tani    |       | PLD   |

#### Conseils délibératifs
Créés, comme les commissions spéciales, de manière extraordinaires ou pour une durée limitée, elles réfléchissent aux solutions à apporter à un certain nombre de problèmes. Il en existe actuellement 3 :
| Commission                                           | Portrait        | Président       | Parti | Parti |
| ---------------------------------------------------- | --------------- | --------------- | ----- | ----- |
| Conseil délibératif de Révision de la Constitution   | Yukio Edano     | Yukio Edano     |       | PDC   |
| Conseil délibératif de Surveillance de l'information | Tatsuya Ito     | Tatsuya Ito     |       | PLD   |
| Conseil délibératif sur l'Éthique politique          | Kazunori Tanaka | Kazunori Tanaka |       | PLD   |

## Installations

### Salle des séances
Les représentants siègent au premier étage de l'aile sud (ou gauche) du bâtiment de la Diète au 1-7-1 Nagata-chō, Chiyoda-ku, Tōkyō-to.
Surplombée d'un plafond de verre ornant le toit du palais, cette salle consiste en un hémicycle de 480 sièges, à quoi s'ajoutent, au sommet de la tribune qui leur fait face, le siège du président de la chambre avec à ses côtés celui du secrétaire général, ainsi que, de part et d'autre, 58 autres sièges réservés aux membres du Cabinet et au personnel administratif de l'assemblée. Elle rappelle, dans son organisation et son décor, la salle des séances de la Chambre des conseillers (où représentants et conseillers siègent ensemble pour assister au discours de politique générale du Premier ministre, en présence de l'Empereur, ou pour écouter l'allocution d'un chef d'État étranger). Les seules différences proviennent du fait que l'emplacement réservé à l'empereur venu assister aux séances ne se trouve pas dans le dos du bureau du président de la Chambre sous un dais, mais surélevé sur un balcon au-dessus du perchoir.

### Salles des commissions et bureau présidentiel
Il existe 5 salles de réunion des commissions de la Chambre des représentants au 2e et dernier étage de l'aile nord du bâtiment de la Diète. Les 8 autres salles réservées aux commissions sont situées dans un bâtiment annexe, voisin du bâtiment dans la prolongation de l'aile sud.
Le bureau du président, adossé à une salle de réception réservée à ce dernier lorsqu'il rencontre des personnalités et notamment les chefs d'État étrangers, ainsi que le bureau du vice-président sont quant à eux situés directement derrière la salle des séances, au 1er étage.

### Bureaux des Représentants
Chaque élu de la Chambre dispose d'un bureau situé dans un des deux bâtiments spécialement réservés à cet effet, situés à côté du bâtiment de bureaux des membres de la Chambre des conseillers, derrière le bâtiment de la Diète, en face de son aile sud. Leurs adresses exactes sont le 2-2-1 (bâtiment 1) et le 2-1-2 (bâtiment 2) Nagata-chō, Chiyoda-ku, Tōkyō-to. Ils sont reliés au Bâtiment de la Diète par des passages souterrains passant en dessous de la route séparant la rangée des bâtiments de bureaux des parlementaires et le bâtiment.

### Résidence officielle du président de la Chambre des représentants
Le président de la Chambre des représentants dispose d'une résidence officielle appartenant à l'État, voisine de celle du président de la Chambre des conseillers au nord-ouest du bâtiment de la Diète et au bord de la route 246. Son adresse officielle est le 2-18-1 Nagata-chō, Chiyoda-ku, Tōkyō-to.

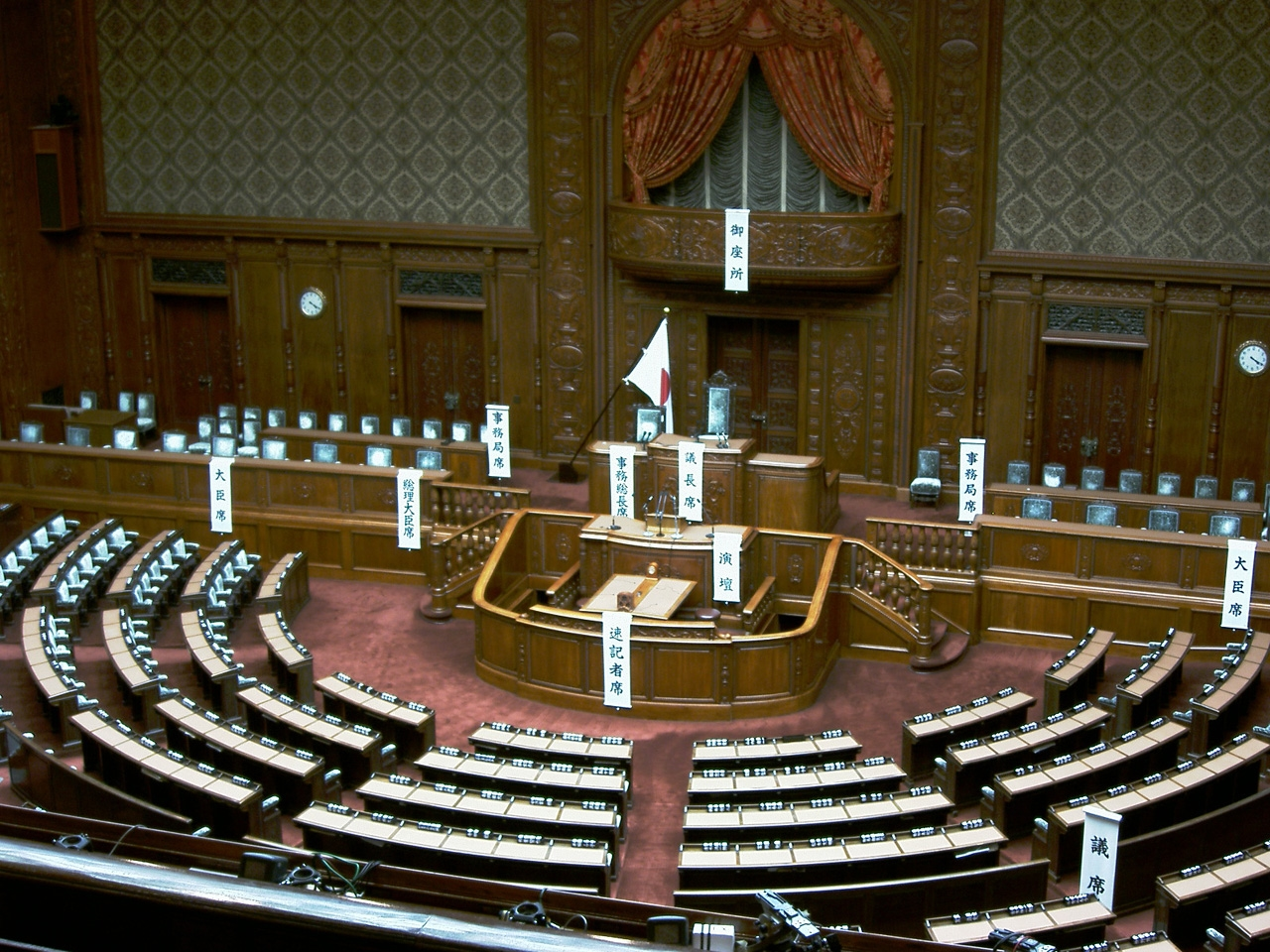
La salle des séances de la Chambre des représentants
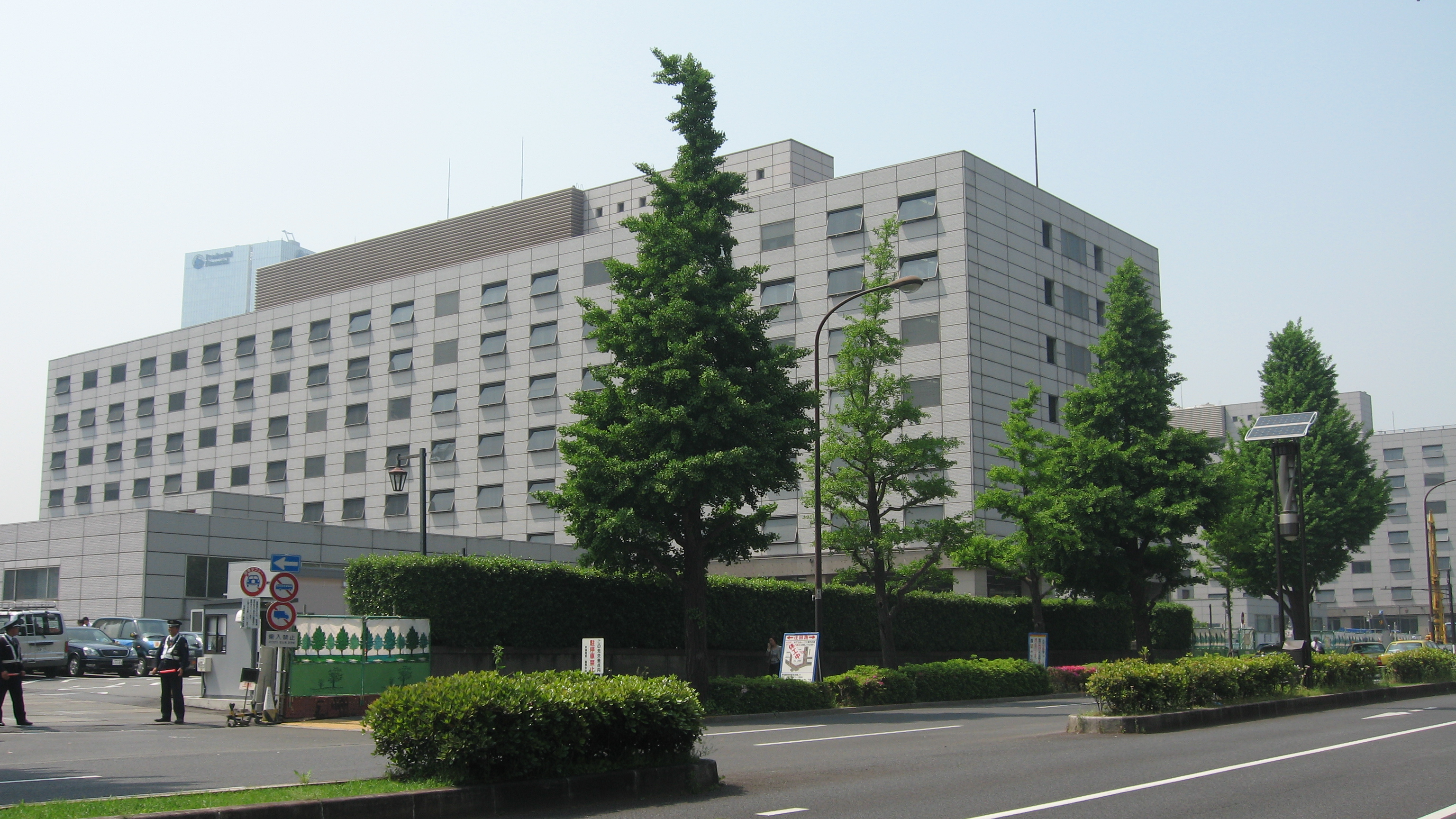
Bâtiment no 1 des bureaux des Représentants
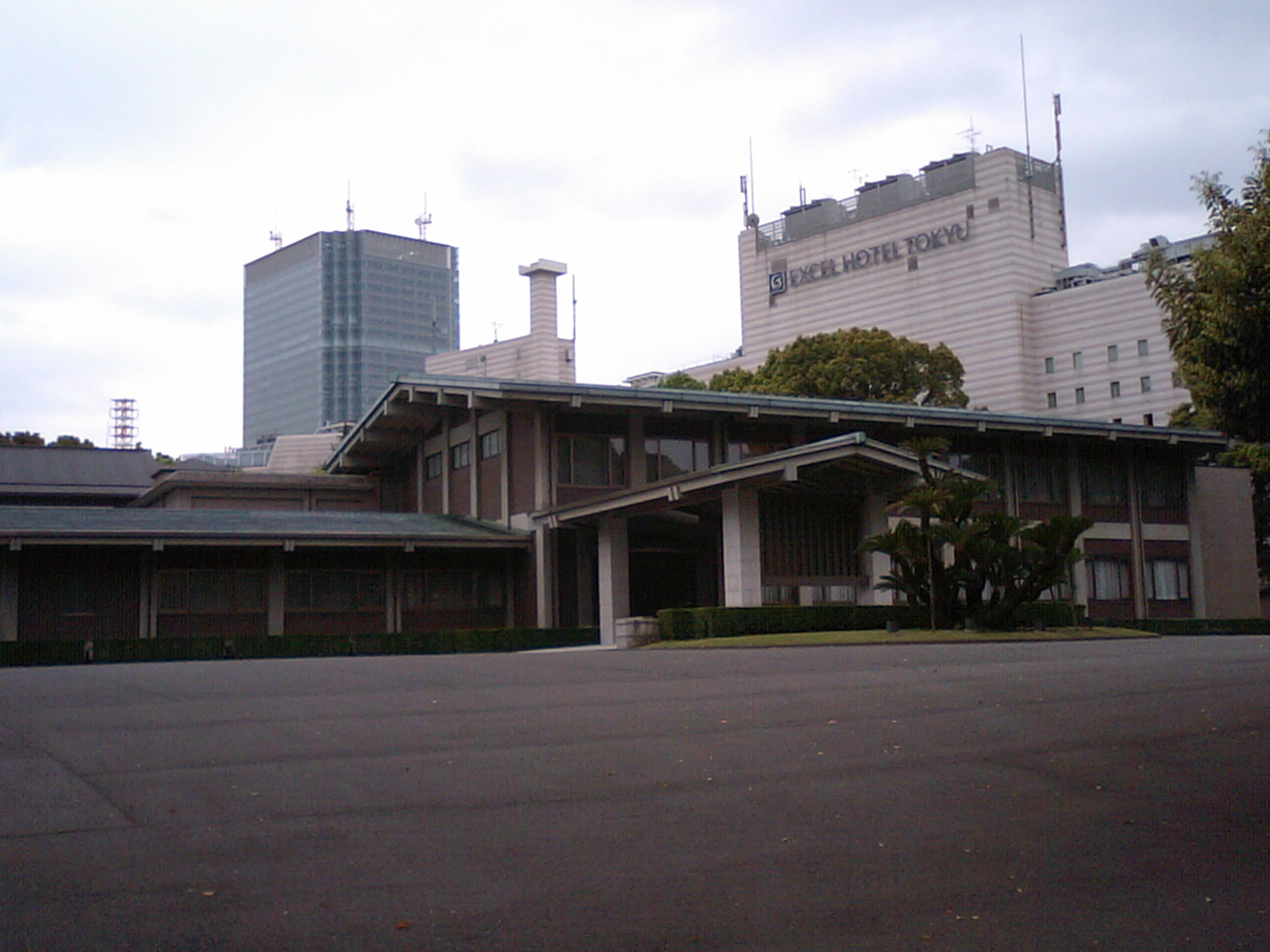
Résidence officielle du président de la Chambre des représentants